# Incidente di Times Square
L'incidente di Times Square avvenne il 24 agosto 1928, quando un treno della linea Broadway-Seventh Avenue gestita dall'Interborough Rapid Transit Company deragliò poco dopo la partenza dalla stazione di Times Square.
Con diciotto morti e più di cento feriti, risulta essere il secondo più grave incidente di tutta la storia dalla metropolitana di New York dopo quello avvenuto sulla linea Brighton Beach nel 1918.

## L'incidente
Alle 17.09 (UTC-5) del 24 agosto 1928, le ultime due vetture di un treno espresso composto da dieci vetture, deragliarono quando un deviatoio guasto venne spostato; la nona vettura venne tranciata da un pilastro e divisa in due parti, una parte si schiantò sull'ultima vettura, l'altra rimase attaccata al treno che la trascinò per altri 30 o 60 metri prima che anche l'ottava carrozza deragliasse. Un cortocircuito innescò poi un incendio. Un testimone seduto in una delle vetture danneggiate riferì di aver sentito un «terrificante rumore stridente» e di aver visto la vettura dietro la loro colpire la colonna. Morris De Haven Tracy della United Press scrisse un resoconto sull'incidente, che aveva lasciato la città «ancora stordita»:
Sedici persone rimasero uccise nell'incidente e 100 o più ferite. Altre due persone morirono una il giorno successivo e l'altra il 26 agosto, tra di esse Jennie Lockridge, un'attrice che aveva avuto un attacco di cuore dopo aver visto i corpi delle vittime. Una vittima venne inoltre erroneamente identificata e l'uomo tornò a casa due ore prima che il suo funerale iniziasse. Le 18 vittime lo rendono il secondo peggiore incidente di tutta la storia della metropolitana di New York.
Gli addetti alla manutenzione avevano scoperto il deviatoio guasto, ma avevano deciso di non "immobilizzarlo". Il treno venne fermato in stazione durante la riparazione e caricò circa 1.800 passeggeri; inoltre un treno vuoto venne mandato prima e non subì alcun incidente.

## Indagini
Le successive indagini attribuirono l'incidente ad un errore umano, ma la causa precisa non fu mai stabilita. Il caposquadra del gruppo di manutenzione, William Baldwin, dichiarò che qualcuno che si trovava nella torre di segnalazione a sud di 40h Street aveva probabilmente spinto il pulsante per aprire il deviatoio ma lo scambiatore, Harry King, negò la tesi sostenendo invece che era stato Baldwin ad attivarlo, dai binari, con l'aiuto del suo assistente. In seguito la New York Transit Commission appoggiò la seconda ipotesi;  Baldwin venne quindi accusato dell'omicidio di 15 persone e rilasciato dopo una cauzione di 10,000 dollari. Dalle indagini emerse anche che King era un semplice impiegato, non uno scambiatore; poi, ai primi di ottobre, ammise di usare una falsa identità, il suo vero nome era Harry Stockdale, da Baltimora, ed era stato condannato per un accoltellamento. Alla fine, le accuse contro Baldwin furono respinte e King arrestato.

## Conseguenze
Subito dopo l'incidente, tre isolati della Seventh Avenue vennero chiusi per permettere la rimozione dei detriti. Il servizio completo sulla linea venne ripristinato circa 12 ore dopo l'incidente; una porzione della 40th Street a ovest di Broadway rimase tuttavia chiusa poiché l'incidente aveva danneggiato i suoi sostegni.
Inoltre, l'allora sindaco di New York Jimmy Walker usò l'incidente, insieme all'aumento delle tariffe, per denunciare le compagnie di trasporto.